# Matelea jansen-jacobsiae
Matelea jansen-jacobsiae är en oleanderväxtart som beskrevs av G. Morillo. Matelea jansen-jacobsiae ingår i släktet Matelea och familjen oleanderväxter. Inga underarter finns listade i Catalogue of Life.